# 43511 Cima Ekar
43511 Cima Ekar este un asteroid din centura principală de asteroizi.

## Descriere
43511 Cima Ekar este un asteroid din centura principală de asteroizi. A fost descoperit pe 11 februarie 2001 la Cima Ekar în cadrul programului Asiago-DLR Asteroid Survey. Asteroidul prezintă o orbită caracterizată de o semiaxă mare de 3,15 ua, o excentricitate de 0,09 și o înclinație de 1,6° în raport cu ecliptica.